# Péter Takács
Péter Takács (ur. 4 marca 1956 w Budapeszcie) – węgierski szermierz, brązowy medalista mistrzostw świata.
Podczas mistrzostw świata w Rzymie w 1982 roku Węgrzy w składzie: Ernő Kolczonay, Jenő Pap, Zoltán Székely, István Gelley i Péter Takács zdobyli brązowy medal w zawodach drużynowych. Był to jedyny medal wywalczony przez Takácsa w zawodach tego cyklu.
Wystartował na igrzyskach olimpijskich w Moskwie w 1980 roku, gdzie był ósmy w szpadzie drużynowej. W turnieju indywidualnym nie wystąpił. Był to jego jedyny start olimpijski.